# 井手以誠
井手 以誠（いで いせい、1909年（明治42年）11月29日 - 1982年（昭和57年）2月3日）は、日本の農民運動家、政治家。衆議院議員（7期、日本社会党）。

## 経歴
佐賀県出身。1927年長崎逓信講習所卒。新聞記者、鉄工所支配人を経て、1947年佐賀県議会議員になる。1950年の第2回参議院議員通常選挙に無所属で立候補したが落選した。1952年の第25回衆議院議員総選挙で佐賀県全県区から社会党左派公認で立候補して初当選。以来連続7回当選した。衆議院産業公害対策特別委員長を務め、党内では中央執行委員や政策審議会長などを歴任した。1967年の第31回衆議院議員総選挙に立候補せず、一旦政界から引退した。その後、1975年の佐賀県知事選挙に立候補したが落選した。
1981年4月の春の叙勲で勲二等に叙され、旭日重光章を受章する。
1982年2月3日、肺線維症のため唐津市の唐津赤十字病院で死去した。72歳没。同月5日、特旨を以て位記を追賜され、死没日付をもって正四位に叙された。